# 金龍寺 (安曇野市)
金龍寺（きんりゅうじ）は 長野県安曇野市豊科高家にある臨済宗妙心寺派の寺院。山号は乗護山。

## 概要
鎌倉時代に遡る起源をもつとされる寺であるが、現在の金龍寺は、1878年に内務省から再興を許可されたものである。宗教法人としての登記は1952年11月25日付でおこなわれている。
敷地は、戦国時代の安曇郡一帯を治めた豪族仁科氏の支族真々部氏の真々部氏館の二の廓の跡地にあるが、少し高台になっていることや堀の痕跡が残っている他は、往時を偲ぶものはない。
大門参道付近には、石造物が多く残されており、特に1842年に造られたとされる多数の観音石像、通称「百体観音」が知られている。
寺では、だるまが製作されており、例年1月上旬に「だるま市」が開催されるほか、常時だるまが販売され、だるま寺とも称される。

## 浅沼稲次郎の石碑
境内には、浅沼稲次郎の「日々是好日」の石碑がある。これは、浅沼が刺殺される一月余り前の1960年9月4日に、この寺を会場にして講演会をおこなった際に揮毫した文字を刻んだもので、浅沼の死後、講演を聞いた地域の人々が建立したものである。